# Agnéby-Tiassa
La région de l'Agnéby-Tiassa est une région du sud de la Côte d'Ivoire située dans le district des Lagunes. Sa capitale est Agboville. En 2021, sa population est de 865 951 habitants.

## Histoire
L'histoire a conféré à cette région de la Côte d'Ivoire, une structuration qui fait d'elle le rendez-vous des peuples. Ainsi les peuples autochtones, Abbey, Abidji, Agni, Abidji-Agni ou Allangwa, Elomoin, Souamlin et Baoulé, qui sont des Akan venus du Ghana au XVIIe siècle, cohabitent avec des populations allochtones (Baoulé, Senoufo, Wé, Bété, etc.) et des populations allogènes venues essentiellement des pays de la CEDEAO.

## Populations autochtones
Les peuples Abé (ou  Abbey) guerriers de l'aile gauche de l'armée de la reine Abla Pokou, Agni, Elomoin, Baoulé, Krobou, Abidji et Attié  sont des Akan Ashanti venus du Ghana entre 1650 et 1750. Ce sont des peuples lagunaires  patrilinéaires chez les Abbey et matrilinéaires chez les Agni et Baoulé. Ils constituent les ethnies autochtones de la région Agnéby-Tiassa et cohabitent pacifiquement avec les allogènes et allochtones. En 2021, sa population est de 865 951 habitants.

## Géographie

### Sous découpage administratif
La région Agnéby-Tiassa est composée administrativement, après 2011, de quatre chefs-lieux de départements - sans Adzopé : 
- Agboville, chef-lieu de région et département ;
- Tiassalé ;
- Sikensi ;
- Taabo[3].

### Appartenance administrative et politique
Agnéby-Tiassa appartient au district des Lagunes, au sud du pays :
Le district des Lagunes est un 3/4 de cercle qui absorbe Abidjan. Son chef-lieu est la ville de Dabou. Il est composé de trois grandes et très importantes régions lagunaires qui sont :
- Agnéby-Tiassa ;
- La MÊ ou Messan ;
- Les Grands-ponts.

### Démographie
Située au nord d’Abidjan, entre 35 et 85 km par endroits, la toute nouvelle région de l’Agnéby-Tiassa est peuplée de 865 951 habitants en 2021.

### Données géographique

#### Superficie
9 080 km2

#### Climat
Quatre saisons sont identifiées dans la région dont ne grande saison des pluies d’avril à juillet, pendant laquelle tombent les 2/3 des précipitations annuelles, une petite saison sèche d’août à septembre, une petite saison des pluies d’octobre à novembre et une grande saison sèche de décembre à mars.Région de l'Agnéby-Tiassa est une zone avec des précipitations importantes. Même pendant le mois le plus sec, il pleut beaucoup. Sur l’année, la température moyenne à Région de l'Agnéby-Tiassa est de 26,7 °C et les précipitations sont en moyenne de 1 466,4 mm.

#### Hydrographie
Le réseau hydrographique est dominé par le Bandama qui traverse les départements de Taabo et de Tiassalé du nord au sud. Son principal affluent est le N’zi. On note aussi la présence de plusieurs cours d’eau au débit intermittent comme l’Agnéby.

### Transport et infrastructures

#### Réseau routier
Le réseau routier est l'un des plus importants du pays, avec plus de 100 km d'autoroute.

#### Réseau ferroviaire
Agboville fait partie du vaste réseau de la SITATAIL (anciennement RAN) par la présence de sa gare historique. Elle est un point marquant pour le transport des marchandises. La région est traversée par une ligne de chemin de fer de 82 km d'Azaguié à Céchi.

## Administration

### Conseil régional
| Date d'élection | Identité            | Parti                          | Qualité                                                  |
| --------------- | ------------------- | ------------------------------ | -------------------------------------------------------- |
| 2001            | Raymond N'Dori      | Front populaire ivoirien (FPI) | Cardiologue                                              |
| 21 avril 2013   | Martin Nando M'Bolo | Indépendant                    | Opérateur économique, militant associatif                |
| 13 octobre 2018 | Pierre Dimba        | RHDP                           | Ministre de la Santé, de l'Hygiène publique et de la CMU |

Il y a 35 conseillers généraux.
Martin M'Bolo Nando, candidat indépendant, est élu président du conseil régional lors de l'élection régionale d'avril 2013 avec 48,26 % des voix devant Joseph Henri Bernardin Boni, candidat du Parti démocratique de Côte d'Ivoire – Rassemblement démocratique africain (PDCI-RDA) (20,01 % des voix). Pierre Dimba, candidat du Rassemblement des houphouëtistes pour la démocratie et la paix (RHDP) est élu président du conseil régional lors de l'élection régionale d'octobre 2018 avec 50,48 % des voix, face au président sortant Martin M'Bolo Nando (48,34 %). Lors de l'élection de septembre 2023, Pierre Dimba est réélu avec l'étiquette du RHDP avec 76,4 % des voix devant Maurice Boka Boka du Parti des peuples africains – Côte d'Ivoire (PPA-CI, 13,9 %),.

### Politiques en région Agnéby-Tiassa
L’Agnéby-Tiassa compte quatre départements fonctionnels représentés par le préfet de région Sinhidou Coulibaly. Ce sont les départements de Tiassalé, Sikensi, Taabo et d'Agboville, le chef-lieu de région.
L’ensemble de la région comprend quatorze sous-préfectures réparties entre les quatre départements avec en tête : Agboville, qui dispose de huit sous-préfectures que sont Agboville, Azaguié, Cechi, Grand Morié, Guessiguié, Loviguié, Oress-Krobou et Rubino. Viennent ensuite le département de Tiassalé, qui compte cinq sous-préfectures (Tiassalé, N'douci, Agboloville, Pakobo et Morokro), le département de Sikensi, qui compte deux sous-préfectures, et Taabo, le plus petit département.

### Le département d’Agboville
Le département d’Agboville qui s’étend sur une superficie de 3 850 km2 est occupé par les Abbey, l’ethnie autochtone. Il fut créé par la loi 69-241 du 9 juin 1969 avec comme premier préfet, feu Daouda Coulibaly.
Le département compte 104 villages Abbeys et Krobou. Les chefs de ces villages sont regroupés en mutuelle dirigée par l’Ohouochi N’Gbesso Edi Louis, chef du village d’Ery-Makouguié I.
Cinq grands cantons composent le département. Ce sont Morié, Abbey vè, Khos, Tchoffo et Krobou.

## Économie

### Mine
Présence d'or dans la localité de Taabo et de Tiassalé et de manganèse à Aboudé.

### Agriculture
Le cacao et le café et de plus en plus l’hévéa sont les cultures de rentes pratiquées par les populations de la région de l’Agnéby-Tiassaqui a un relief non homogène.
Les cultures du manioc, de la banane plantain et de la banane douce constituent l’essentiel des cultures vivrières disponibles dans la région.

### Agro-industries
Moyennement représentée, l'agro-industrie est une force de l'économie régionale :
- IPS-2TBAT ( Ivoire Poly Services et Tous Travaux de Bâtiments) à Gbolouville ;
- SCB (production et conditionnement de la banane à Tiassalé) ;
- Adam Afrique (transformation de l’huile de palme à Sikensi) ;
- Hevetec (achat et conditionnement du latex à Sikensi) ;
- TRCI (achat et conditionnement du latex à Agboville) ;
- huilerie de Gbalékro à Agboville ;
- Nature et Savane (surgelé de jus d’ananas et de passion à Pacobo) ;
- forêt d’Afrique, scierie Limba à Tiassalé ;
- IDES, STBI à N’Douci ;
- LFA, SNPRA à Agboville ;
- CIAO, Gelardi (fabrication de boissons à Sikensi)[1].

### Tourisme
- Rubino à 10 km d'Agboville

### Sites touristiques
- Les sites archéologiques d’Ahouakro (s/p Pacobo)
- Le Centre de recherche scientifique de LAMTO (s/p Pacobo)
- Le barrage hydroélectrique de Taabo
- Le mausolée du colonel Rubino exécuté en 1910 lors de la révolte des Abbey à Rubino, ville qui porte son nom.
- La colline de Bonikro à Céchi
- Le mausolée et la barque du Capitaine Mannet, à Tiassalé
- Le cénacle et le pont de Tiassalé[8]
- Le biéchi « éternellement nuageux », à Attobrou, à l'est d'Agboville, sur la route caravanière de 1946.
- Le mausolée d'Ernest Boka, à Grand-Morié.

### Géographie de l'emploi
- Unités de transformation du bois à Agboville
- Unités agro-industrielles dans les départements.
- Grandes exploitations agricoles (cacao/café, hévéa) dans toute la région.
- Activités de pêche artisanale à Tiassalé et Taabo
- Activités de mine dans les localités de Taabo et de Tiassalé.

## Personnalités
- Obodjé Sèboi I, roi des Abé ou  Abbey jusqu'en 1944.
- Nana Boua Kouassi, roi de Tiassalé vers l'an 1850
- M'bassidjé François, dernier roi des Abé, régna de 1944 jusqu'à l'indépendance de la Côte d'Ivoire et jusqu'en 1971, date de son décès.
- Ernest Boka, docteur en droit, premier président de la Cour Suprême, est un homme politique très proche de Félix Houphouët-Boigny.
- Alphonse Boni, né le 1er mars 1909 à Tiassalé, est un ancien magistrat en France et ministre dans le gouvernement Houphouët-Boigny I, et père de Danièle Boni-Claverie
- Danièle Boni-Claverie, une femme politique ivoirienne.
- Appetey K Pascal, ancien ministre des PTT, homme politique.
- Daouda Coulibaly, premier préfet, juin 1969
- Maurice Kouakou Bandama, écrivain, ministre de la francophonie et de la culture
- Offoumou Yapo, homme politique, premier député-maire élu, des années 1980
- Pascal Dikebie N'Guessan, homme politique proche du PDCI-RDA des années 1980
- seigneur Ekissi Pierre, artiste, compositeur et chanteur, l'un des précurseurs de la musique moderne ivoirienne
- Aspro Bernard, artiste-guitariste, compositeur et chanteur, l'un des précurseurs de la musique moderne ivoirienne
- Laurent Pokou, footballeur international
- Adama Bictogo, homme politique et ancien ministre très proche du président Alassane Ouattara.
- Joseph H. Bernadin Boni, homme politique
- Nanan Edi N'Gbesso Louis, président du Conseil départemental des rois et chefs traditionnels.
- René Amichia, homme politique proche du PDCI-RDA
- Kouamé N'guessan, homme politique proche du PDCI-RDA
- Lambert Yapi, cadre politique proche du PDCI-RDA
- Mamadou Koulibaly, né le 21 avril 1957 à Azaguié-Gare, est un homme politique, économiste et enseignant-chercheur ivoirien. Il est le président de Liberté et Démocratie pour la République.
- Bruno Tanoh, homme politique, député à l'assemblée nationale en 2011
- Hubert Dessi, homme politique, député à l'assemblée nationale en 2011
- Martin Nando M'Bolo, président du conseil régional
- Pierre Dimba, élu le 14 octobre 2018 président de la région  Agnéby-Tiassa pour un mandat de cinq ans. Dimba développera en priorité le réseau routier de la région, gage de développement.
- N'Guessan Barthémy Kotchi, ex-président de l'ASCAD.
- Michel Atté Offoumou, ex-vice doyen et ex-vice président d'université d'Abidjan, 1943-2020 est un chercheur émérite en physiologie humaine.

## Art et culture
Sont peu représentés les centres artisanaux, les sites touristiques.
Le Centre artisanat d’Agboville :
- fabrication de paniers ;
- meubles à partir du rotin et ;
- objets d’art d'exportation.

## Sport
Agneby sport : D3

## Fêtes traditionnelles et culturelles

### Fête du DIPRI
La fête du Dipri, à Sikensi, dure six jours pendant le mois d'avril dans les localités de Yaobou, Gomon, Elibou, Sahué, Badasso, et marque la fin et le début de la nouvelle année. Venu de Gomon, le Dipri est la commémoration du sacrifice de Bidyo, le Dipri est la plus grande fête de Gomon, c'est l’identité culturelle du peuple Abidji. Selon la légende, le fils d’un paysan touché par la famine, qui sur les conseils d’un génie, a découpé son fils en morceaux avant de l’enterrer ; mais quelle ne fut sa surprise de découvrir au matin qu’un champ d’igname avait poussé à l’endroit même où il avait enterré son fils. Très tôt le matin, la population masculine va à la rivière sacrée pour prendre le bain rituel. C'est au retour du bain que les membres du culte du Dipri entrent dans des transes collectives et spectaculaires. Ils poussent des cris inhumains et se perforent l'abdomen au couteau et referment ces profondes blessures sur-le-champ. Des scènes de pratiques mystiques sont exécutées entre les différents groupes d'initiés dans l'artère principale du village,,.

### Fête des ignames
La fête des ignames s'étend sur trois jours de chaque année et dont les dates sont fixées par les pouvoirs traditionnels des chefs de terre de chaque canton.

### Musique et célébrité
- Seigneur Ekissi Pierre (mort), artiste, compositeur et  chanteur, l'un des précurseurs de la musique moderne ivoirienne
- Aspro Bernard, artiste-guitariste, compositeur et chanteur, un autre précurseur de la musique moderne ivoirienne.
- Laurent Pokou, footballeur international hors classe.
- Jean Baptiste Kassi, footballeur, Capitaine des Eléphants
- Arthur Boka, footballeur international.
- Jean Baptiste Yao, artiste musicien, lauréat du sixième sillon (1966)
- Joelle Séka alias Joelle C., artiste chanteuse de renom.
- Akson Dona, Yiwoyè Bernadette, Marcelline C., Chantale Béhi, Mireille Betty, et d'autres : artistes chanteurs qui enrichissent la voûte musicale de la région.